# Biesłan
Biesłan (ros. Беслан, oset. Беслæн) − miasto w Rosji, w Osetii Północnej, w pobliżu granicy z Inguszetią. Jest to trzecie co do wielkości miasto w Osetii Północnej, po Władykaukazie i Mozdoku. Ważny węzeł kolejowy na linii Rostów nad Donem – Baku. W mieście rozwinął się przemysł spożywczy, elektrotechniczny oraz odzieżowy.

## Demografia
- 2005 – 35 600
- 2021 – 37 400[2]

## Historia
Miasto zostało założone w 1847 roku i początkowo nosiło nazwę Biesłaniaku, od imienia miejscowego rządcy, Biesłana Tułatowa – oficjalnie używano nazwy Tułatowo lub Tułatowskoje. W 1941 roku przemianowano je na Iriston, a w 1950 roku na Biesłan.
1 września 2004 roku Szkoła nr 1 w Biesłanie opanowana została przez uzbrojony oddział liczący trzydziestu trzech napastników należących do sił czeczeńskiego dowódcy polowego Szamila Basajewa. 3 września szkoła została odbita przez rosyjskie siły specjalne, milicję i uzbrojonych mieszkańców. Według niepełnych danych, podczas działań zginęło co najmniej 334 zakładników, w tym 156 dzieci, a setki osób odniosły obrażenia.

## Transport
- Port lotniczy Władykaukaz-Biesłan